# Iseilema thorelii
Iseilema thorelii är en gräsart som beskrevs av Aimée Antoinette Camus. Iseilema thorelii ingår i släktet Iseilema och familjen gräs. Inga underarter finns listade i Catalogue of Life.